# King Art
King Art, Eigenschreibweise KING Art, ist ein unabhängiges Entwicklerstudio für Videospiele mit Sitz in Bremen, das sich auf Adventure-Spiele fokussiert hat.

## Geschichte
King Art wurde im Jahr 2000 gegründet. In den ersten sieben Jahren erstellte die Firma mehrere Browsergames als Auftragsarbeiten für Anbieter wie Gameforge oder Upjers. Ab 2008 arbeitete die Firma, deren Kreativdirektor Jan Theysen ein Fan von Point-and-Click-Adventures ist, an derartigen Spielen für Windows-PCs. Die erste Adventure-Veröffentlichung war, von einem kleinen Spiel für den Nintendo DS abgesehen, The Book of Unwritten Tales im Jahr 2009, das technisch auf der OGRE-Engine basierte, positive Kritiken erhielt und im deutschsprachigen Raum das meistverkaufte Adventure des Jahres war. Trotz Problemen mit dem Publisher – HMH ging in Konkurs, mit dem Rechtsnachfolger JoWooD kam es zum Streit um die Verwertung des Spiels – konnte King Art ein Nachfolgespiel erstellen, The Book of Unwritten Tales: Die Vieh Chroniken, das 2011 über den Hamburger Adventure-Spezialisten Crimson Cow veröffentlicht wurde. Das nächste Adventure, The Raven, wurde 2013 zum Zwecke erhöhter Medienaufmerksamkeit versuchsweise als Episodenspiel veröffentlicht. Ende 2013 erschien außerdem das rundenbasierte Strategiespiel Battle Worlds: Kronos, das teilweise durch eine Crowdfunding-Kampagne auf der Plattform Kickstarter finanziert wurde, bei der 120.000 US-Dollar eingesammelt werden sollten, aber 260.000 US-Dollar erzielt werden konnten. 2014 war King Art Sponsor des German Gamemusic Awards. 2015 erstellte King Art mit My Sunny Resort nochmals ein Browserspiel für Upjers. Im selben Jahr wurde das Adventure The Book of Unwritten Tales 2 veröffentlicht, das wie Battle Worlds über Kickstarter teilfinanziert wurde, im Episodenformat erschien und auch für Spielkonsolen entwickelt wurde. 2015 wurde weiterhin eine Kickstarter-Kampagne für ein Fantasy-Rollenspiel namens Die Zwerge durchgeführt, das auf dem gleichnamigen Roman des Schriftstellers Markus Heitz basiert. Veröffentlichungsdatum war der 1. Dezember 2016. Im Oktober 2017 startete King Art zusammen mit Playa Games eine Crowdfunding-Kampagne auf der Plattform Kickstarter für ein Shakes-&-Fidget-Adventure. Beim Stand von gut 40 % der angestrebten Finanzierungssumme von 250.000 Euro wurde die Kampagne wegen Chancenlosigkeit abgebrochen.
King Art ist innerhalb der deutschen Entwicklerszene gut vernetzt. So wurde 2014 und 2015 gemeinsam mit den Studios Daedalic Entertainment, Deck13, Piranha Bytes und Black Forest Games der gemeinsame YouTube-Kanal DevPlay betrieben, auf dem die Entwickler gemeinsam erstellte Let’s Plays präsentierten. Gemeinsam mit fünf anderen Studios schloss sich die Firma außerdem 2013 zum Netzwerk German All Stars zusammen und kündigte die gemeinsame Produktion eines Episodenspiels mit dem Namen Red. Black. Fate. an, dessen Gewinne karitativen Zwecken zukommen sollen.
2016 kündigte das Studio die Entwicklung das Echtzeit-Strategiespiel Iron Harvest an. Das Spiel basiert auf der retrofuturistischen Alternativwelt 1920+, die der polnische Maler Jakub Różalski in zahlreichen Bildern entworfen hatte und schon als Grundlage für ein preisgekröntes Strategie-Brettspiel (Scythe) diente. Wie auch bei Scythe, stellte Różalski Konzeptzeichnungen für die Entwicklung des Spiels zur Verfügung. Im März 2018 startete King Art eine Kickstarter-Kampagne, um zusätzliches Geld für die Entwicklung und den Ausbau des Spiels zu bekommen. Es wurden innerhalb von 30 Tagen 1.298.726 US-Dollar von über 16.600 Unterstützern eingesammelt. Dies stellt einen deutschen Rekord bei der Finanzierung eines Spiels via Crowdfunding dar. Durch alternatives Zahlungsangebot über King Arts Produktseite stieg die Gesamtsumme auf über 1,5 Millionen Dollar. Iron Harvest erschien im September 2020.

## Veröffentlichte Spiele (Auswahl)
| Jahr | Titel                                           | Genre              | Systeme                                                                      | Publisher             | Anmerkung                                                     |
| ---- | ----------------------------------------------- | ------------------ | ---------------------------------------------------------------------------- | --------------------- | ------------------------------------------------------------- |
| 2008 | Inkheart                                        | Adventure          | Nintendo DS                                                                  | Tivola Publishing     | Basiert auf dem Roman Tintenherz                              |
| 2009 | The Book of Unwritten Tales                     | Adventure          | Windows, Mac, Linux                                                          | HMH Interactive       |                                                               |
| 2009 | Black Mirror 2                                  | Adventure          | Windows                                                                      | Dtp entertainment     | Nur Drehbuch; technische Umsetzung durch Cranberry Production |
| 2011 | The Book of Unwritten Tales: Die Vieh Chroniken | Adventure          | Windows, Mac, Linux                                                          | Crimson Cow           |                                                               |
| 2013 | The Raven: Vermächtnis eines Meisterdiebs       | Adventure          | Windows, Mac, Linux, PlayStation 3                                           | Nordic Games          |                                                               |
| 2013 | Battle Worlds: Kronos                           | Strategie          | Windows, Mac, Linux, Android, iOS, PlayStation 4, Xbox One, Switch           | Crimson Cow           |                                                               |
| 2015 | The Book of Unwritten Tales 2                   | Adventure          | Windows, Mac, Linux, PlayStation 3, PlayStation 4, Wii U, Xbox 360, Xbox One | Nordic Games          |                                                               |
| 2016 | Die Zwerge                                      | Rollenspiel        | Windows, Mac, Linux, PlayStation 4, Xbox One                                 | THQ Nordic, EuroVideo | Basiert auf dem ersten Band der Die-Zwerge-Buchreihe          |
| 2017 | Black Mirror                                    | Adventure          | Windows, Mac, Linux, PlayStation 4, Xbox One                                 | THQ Nordic            | Reboot der Black-Mirror-Trilogie                              |
| 2018 | Zoo 2: Animal Park                              | Aufbauspiel        | Android, Browser, iOS, Windows                                               | Upjers                |                                                               |
| 2020 | Iron Harvest                                    | Echtzeit-Strategie | Windows                                                                      | Deep Silver           |                                                               |

## Auszeichnungen
Produkte der Firma King Art wurden beim Deutschen Entwicklerpreis mehrfach ausgezeichnet.
- 2010: Gewinner in der Kategorie „Bestes Sportspiel“ (Drivals)
- 2014: Gewinner in der Kategorie „Bestes Strategiespiel“ (Battle World: Kronos)
- 2015: Gewinner in der Kategorie „Bester Sound“ (The Book of Unwritten Tales 2)
- 2015: Gewinner in der Kategorie „Bestes Konsolenspiel“ (The Book of Unwritten Tales 2)
- 2017: Gewinner in der Kategorie „Bestes Studio“ (KING Art Games)

Bei den Aeggie Awards des Fachmagazins Adventure Gamers konnte The Book of Unwritten Tales 2011 die Leserpreise in den Kategorien „Adventure des Jahres 2011“, „Best Writing – Comedy“, „Best Character“, „Best Graphic Design“ und „Best Traditional Adventure“ sowie den Jurypreis in der Kategorie „Best Traditional Adventure“ erringen.